# Цагаан-Уурэ

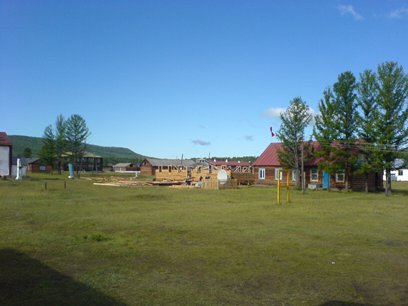

Цагаан-Уурэ (монг.  Цагаан-Үүр) — сомон в аймаке Хувсгел. Расположен на северо-востоке аймака. Граничит с Россией (на севере и востоке), а также с сомонами: Чандмань-Ундер (на юго-западе), Ханх (на северо-западе) и Эрдэнэбулган (на юге).
Площадь составляет 8730 км², из них 1140 км² занимают пастбища. Население на 2000 год — 2421 человек. Административный центр — Булган, расположен в 173 км к северо-востоку от города Мурэн и в 844 км от Улан-Батора.
По данным на 2004 год в сомоне было примерно 22 000 голов скота, из них 3400 коз, 3900 овец, 11 300 коров и яков, 3400 лошадей, но при этом не было ни одного верблюда.